# André Mazet
André Mazet (Grenoble, 23 de desembre de 1793 – Barcelona, 22 d'octubre de 1821) va ser un metge i cirurgià francès, que es va distingir per la seva activitat durant les epidèmies de febre groga d'Andalusia (1819) i Barcelona (1821) i la de tifus de l'Oise (1820).

## Biografia
Nascut a Grenoble el 23 de desembre de 1793, fill de l'amo d'un restaurant, la seva infància la va viure a la seva localitat natal marcada per la Revolució Francesa. Hi va estudiar a una escola preparatòria de medicina i després va marxar a estudiar a la facultat de medicina de la Universitat de París. Després de la derrota de Leipzig (1813) va entrar a l'exèrcit, on va servir com a cirurgià militar a l'11è regiment de línia, que va participar en diverses campanyes davant l'amenaça de les tropes d'Àustria.
El 1819 va tornar a París, el 3 de juliol es va examinar de la seva tesi i va obtenir el grau de doctor en medicina. El mateix any, el ministre de l'interior el va enviar juntament amb el doctor Étienne Pariset, a Andalusia, on s'havia desencadenat una epidèmia de febre groga, per tal d'investigar la malatia i les mesures que s'havien de prendre per combatre-la. Ambdós van arribar a Cadis el 2 de desembre, i després van anar a altres ciutats com Jérez de la Frontera o Sevilla. Mazet i Pariset es van dedicar a relatar els fets, personatges i incidents succeïts en aquestes ciutats, a més de descriure la prescripció i efectivitat dels remeis i medicaments que utilitzava. Bona part del fulletó que va escriure el va dedicar a establir la història dels fets i del contagi de la malaltia.
Quan van tornar, Mazet i Pariset van publicar un informe Observations sur la Fièvre Jaune, faites à Cadix, una obra que va rebre un gran reconeixement de les acadèmies i del govern francès. A més, també va escriure algun article a la revista Journal Complémentaire du Dictionnaire des sciences médicales. Poc després, va ser nomenat metge adjunt de l'establiment de caritat del carrer Mazarine de París, però ben aviat va ser enviat a col·laborar en l'epidèmia de tifus de 1820 al departament de l'Oise, arran de la qual va escriure Recherches sur le Typhus, i el 1821 va anar en una missió mèdica a Barcelona, on havia hagut un brot de febre groga, amb altres metges francesos. El 9 d'octubre van arribar a la capital catalana, on van ser molt ben rebuts. Mazet, que es va distingir en el combat de l'epidèmia a Barcelona, va acabar sent víctima de la malaltia i va morir el 22 d'octubre de 1821.
A París té dedicat un carrer, al barri de la Monnaie. La denominació actual data del 14 de gener de 1994, tot i que des de 1867 es deia carrer Mazet.